# Jaulian
Jaulian (en urdu: جھولیاں) consiste en las ruinas de un antiguo monasterio budista cerca de Taxila, Punjab, en le país asiático de Pakistán.
Las ruinas de Jaulian datan del siglo II y se componen de dos partes principales. Estas son: 1) la estupa principal y 2) el monasterio y la universidad de Jaulian. Las ruinas se encuentran en la cima de una montaña. La forma y construcción de la universidad en Jaulian es similar a la de Mohra Muradu, aproximadamente a 1 kilómetro de distancia.